# Vranići kod Višnjana
Vranići kod Višnjana – wieś w Chorwacji, w żupanii istryjskiej, w gminie Višnjan. W 2011 roku liczyła 58 mieszkańców.